# Michal Ordoš
Michal Ordoš (* 27. ledna 1983, Znojmo) je český fotbalový útočník a bývalý reprezentant, od června 2008 hráč moravského klubu SK Sigma Olomouc. Mimo ČR působil na klubové úrovni krátce v Rakousku.

## Klubová kariéra

### 1. FC Slovácko
Svoji vrcholnou kariéru zahájil v klubu 1. FC Slovácko, svůj první gól vstřelil už během svého čtvrtého zápasu v Jablonci v březnu 2005. Vrcholem jeho kariéry ve Slovácku byl začátek dubna 2005, kdy ve třech po sobě jdoucích kolech vstřelil 4 góly. Nejprve 2. dubna ve 21. kole stanovil gólem na 2:2 (67. minuta) konečné skóre střetnutí s týmem SFC Opava , poté 9. dubna dvěma góly zařídil vítězství 2:0 nad Slavií Praha  a stejným výsledkem (2:0 pro Slovácko) skončilo utkání 16. dubna proti domácím Českým Budějovicím, kde Ordoš skóroval v 52. minutě.
Na podzim 2005 ale převážně střídal a proto 8. února 2006 přestoupil do Mladé Boleslavi.

### FK Mladá Boleslav
V Mladé Boleslavi dokončil sezónu 2005/06, v níž si během 13 zápasů připsal 2 vstřelené branky - 2. dubna 2006 proti Viktorii Plzeň zaznamenal v 81. minutě jediný gól utkání  a 30. dubna vstřelil jeden gól domácímu Brnu, Mladá Boleslav však prohrála 2:4.
Ve druhé sezóne 2006/07 se mu ale příliš nedařilo, odehrál pouhých 169 minut v 7 ligových zápasech, aniž by vstřelil gól. Objevil se v utkáních proti Olomouci (1. ligové kolo), Slavii Praha (12. kolo), opět Olomouci (17. kolo), Plzni (18. kolo), Spartě Praha (20. kolo), Příbrami (21. kolo) a opět proti Slavii Praha (27. kolo).

### Bohemians 1905
V srpnu 2007 přestoupil z Mladé Boleslavi do týmu Bohemians 1905. V prvních 5 pěti zápasech 4× střídal, ale postupně se prosadil do základní sestavy a vstřelil celkem 3 góly. Trefil se v zápasech proti Spartě Praha (12. listopadu 2007, výhra Sparty 3:1), Olomouci (16. února 2008, 1:1) a Mostu (14. dubna 2008, výhra Bohemians 1905 4:2).

### SK Sigma Olomouc
V létě 2008 přestoupil Ordoš do Olomouce, Bohemians na jeho přestupu vydělaly 2 miliony Kč. Od začátku nastupoval v základní sestavě, ale až koncem října se prosadil gólově. Nakonec se stal s 9 góly nejlepším střelcem Sigmy a zařadil se do první desítky nejlepších střelců Gambrinus ligy.
I v sezóně 2009/10 se pomaleji rozjížděl, ale spolu s nárůstem formy celého týmu se výrazně rozstřílel. Ve 28 zápasech se trefil 12× a stál se králem střelců Gambrinus ligy, přičemž na čelo kanonýrů se vyšvihl až v posledním ligovém kole, kdy vstřelil 2 branky proti FK Bohemians Praha.
V sezóně 2011/12 vyhrál s Olomoucí český fotbalový pohár.

#### Sezóna 2012/13
Na začátku sezóny 2012/13 (20. července 2012) nastoupil v základní sestavě k utkání o český Superpohár proti Slovanu Liberec. Ve 27. minutě vstřelil z pokutového kopu druhý gól svého týmu, Olomouc zvítězila 2:0 a zajistila si tak další trofej.
V ročníku 2012/13 Gambrinus ligy vstřelil v 8. ligovém kole Michal Ordoš 2 góly Spartě Praha (Olomouc vyhrála na Letné 2:1) a se 7 brankami se dotáhl na vedoucího střelce ligy Stanislava Tecla z Jihlavy. Osmý gól vstřelil z pokutového kopu 8. října 2012 domácí Mladé Boleslavi (výhra Olomouce 1:0) a devátý 20. října Dukle Praha (výhra Olomouce 2:1). Po utkání 11. kola proti Dukle Praha se Olomouc bodově dotáhla na vedoucí Jablonec, jenž měl na čele ligy o 3 góly lepší skóre. 4. listopadu 2012 vstřelil hattrick proti Příbrami a s 12 góly se vyšvihl do čela tabulky střelců české nejvyšší soutěže. V 63. minutě dorazil hlavičkou míč za záda příbramského gólmana Aleše Hrušky, jenž předtím zasahoval při pokusu Zdenka Klesnila. V 90. minutě napřáhl z cca 25 metrů a krásnou střelou trefil horní růžek příbramské brány. Vzápětí přidal třetí trefu hlavou po centru z pravé strany. Olomouc rozdrtila Příbram 6:1.
V prosinci 2012 prodloužil se Sigmou Olomouc smlouvu - do 31. prosince 2014. Nastoupil v prvním ligovém zápase jarní části sezóny 2012/13 24. února 2013 proti hostující Slavii Praha a jedním gólem přispěl k výhře Olomouce 2:1. 9. března se v 19. ligovém kole podílel jedním gólem na výhře 3:0 proti Vysočině Jihlava. Michal Ordoš skončil na konci ročníku se 14 vstřelenými góly na děleném druhém místě (společně s Václavem Kadlecem ze Sparty) v tabulce kanonýrů.

#### Sezóna 2013/14
Po úvodních dvou prohraných kolech v novém ročníku Michal Ordoš vypadl ze základní sestavy Sigmy. Trenér Martin Kotůlek místo něj začal stavět letní posilu, Slováka Kamila Karaše.

### Kapfenberger SV
V létě 2011 odešel na hostování s opcí do rakouského týmu Kapfenberger SV , ale v půli sezóny si jej Olomouc stáhla z hostování zpět.

## Reprezentační kariéra
6. listopadu 2012 byl společně se svým klubovým spoluhráčem Martinem Pospíšilem poprvé nominován trenérem Michalem Bílkem do českého reprezentačního A-týmu pro přípravný zápas se Slovenskem 14. listopadu 2012 v Olomouci  (posléze byl pro tento zápas nominován i jeho druhý olomoucký spoluhráč Tomáš Hořava). V utkání nastoupil v základní sestavě a v 82. minutě jej vystřídal Martin Pospíšil. Český národní tým vyhrál 3:0. 6. února 2013 nastoupil v přátelském utkání v Manise proti domácímu Turecku, Česká republika zvítězila 2:0. Byl to jeho druhý a poslední zápas v reprezentačním dresu.

## Úspěchy

### Klubové
SK Sigma Olomouc
- 1× vítěz českého poháru (2011/12)
- 1× vítěz českého Superpoháru (2012)

### Individuální
- 1× nejlepší střelec 1. české fotbalové ligy (2009/10 - 12 gólů)